# Petit Chelem (rugby à XV)
Pour les articles homonymes, voir Petit Chelem.
Au rugby à XV, le Petit Chelem est le fait qu'une équipe du Tournoi des Cinq puis des Six Nations ne perd aucun match mais manque tout de même le Grand Chelem en raison d’au moins un match nul. 
Bien que le Grand Chelem possède un trophée différent de celui du Tournoi, le Petit Chelem demeure honorifique, puisqu’il n’est récompensé par aucun trophée particulier.

## Palmarès
Le palmarès du Petit Chelem, depuis 1910, n’est pas très éloquent : il ne se monte qu'à treize réalisations en douze éditions. Douze et non treize éditions, car 1960 est une année à double Petit Chelem, l'Angleterre et la France gagnant tous leurs matches en faisant match nul entre elles ! C'est le seul cas connu de deux Petits Chelems ex æquo la même année.
| Nation         | Nombre | Années de réalisation          |
| -------------- | ------ | ------------------------------ |
| Angleterre     | 5      | 1910, 1953, 1958, 1960 et 1963 |
| Pays de Galles | 4      | 1922, 1931, 1964 et 1969       |
| France         | 2      | 1960 et 1961                   |
| Irlande        | 2      | 1951 et 1985                   |
| Écosse         | 0      | -                              |
| Italie         | 0      | -                              |
| Total          | 13     | entre 1910 et 1985             |

- En italique, années de Petit Chelem à deux matches nuls.
- En gras, année à deux Petits Chelems.

De fait, le dernier Petit Chelem remonte à 1985 (à l'époque du Tournoi des Cinq Nations, avant l'admission de l'Italie en 2000), les matches nuls se raréfiant dans le rugby moderne.